# Passé (grammaire)
Pour les articles homonymes, voir Passé (homonymie).
En grammaire, le terme « passé » désigne, dans un sens général, une valeur temporelle de base, celle par laquelle le locuteur situe le procès exprimé par le verbe avant le moment où il parle. Le passé s’oppose à deux autres valeurs temporelles de base, le présent et le futur. Dans un sens restreint, un temps passé est, dans certaines langues, une certaine forme verbale, un certain paradigme qui exprime une certaine nuance de cette valeur temporelle,,,. Dans ce sens il peut y avoir plusieurs formes de passé.
Cette définition se réfère seulement à l’emploi du passé en tant que temps dit « absolu », c’est-à-dire seulement par rapport au moment de la parole, d’ordinaire dans des phrases simples ou des propositions principales. Le passé peut aussi être un temps appelé relatif ou de relation, c’est-à-dire utilisé par rapport à un autre verbe, qui est à un autre temps de base ou à une autre forme de passé,, surtout quand les deux verbes sont dans une même phrase complexe.
En fonction de la langue considérée, il existe plus ou moins de formes de passé. Elles diffèrent selon le mode verbal, la diathèse, l’aspect, le mode d’action, le rapport temporel exprimé, le registre de langue et des facteurs pragmatiques. En fonction de ces notions également, les formes de passé peuvent être simples ou composées, les premières constituées à l’aide d’affixes, les dernières avec des verbes auxiliaires ou semi-auxiliaires. Les formes simples sont surtout caractéristiques pour les langues ayant un degré relativement grand de synthétisme, et les composées – pour celles à un degré relativement grand d’analytisme.
Dans certaines langues, comme le français, l’anglais ou le roumain, l’aspect et le mode d’action n’ont pas de morphèmes spécifiques, étant exprimés surtout par le sens lexical des verbes et par certaines formes temporelles. Le passé simple, par exemple, exprime en même temps l’aspect perfectif, et l’imparfait – l’aspect imperfectif. Dans d’autres langues, comme les langues slaves, l’aspect et le mode d’action sont exprimés surtout par des affixes spécifiques, et seuls des verbes d’un certain aspect peuvent avoir certaines formes temporelles.
La valeur temporelle de passé est parfois exprimée non par des formes spécifiques, mais par une forme de présent (le présent historique). Par contre, une forme de passé peut parfois avoir une autre valeur temporelle de base.

## En français
En français, il y a des formes de passé à tous les modes. La plupart des formes analytiques sont construites avec deux verbes auxiliaires. La majorité des verbes actifs reçoivent l’auxiliaire avoir, les passifs et les pronominaux, ainsi que certains verbes actifs intransitifs – l’auxiliaire être, le verbe à sens lexical étant au participe passé. Dans le cas de l’auxiliaire être, le participe est toujours accordé en genre et en nombre avec le sujet. Dans certains cas, il s’accorde également lorsque l’auxiliaire est avoir, non pas avec le sujet, mais avec le complément d’objet direct.
À chaque mode, il y a au moins un temps passé composé avec les auxiliaires au présent du mode en cause.

## En roumain
Langue romane comme le français, le roumain présente certaines ressemblances avec celui-ci quant aux formes de passé, mais aussi des différences, surtout pour le nombre de formes, moindre en roumain.

### À l’indicatif
L’imparfait a les mêmes valeurs principales qu’en français : Acolo locuiam în copilărie « C’est là-bas que j’habitais dans mon enfance », Se certau mereu « Ils/Elles se disputaient toujours ». Il exprime aussi une action simultanée à une autre action passée (În timp ce mânca, a sunat telefonul « Le téléphone a sonné pendant qu’il/elle mangeait »), mais moins dans les subordonnées introduites par la conjonction că « que », la concordance des temps étant moins rigoureuse qu’en français dans ce type de propositions : N-am observat că venea (imparfait) / vine (présent) după mine « Je n’ai pas remarqué qu’il/elle me suivait ».
Cette forme est souvent synonyme du conditionnel passé, aussi bien pour exprimer la condition non remplie que le procès non réalisé à cause de cela : Dacă știam, veneam și eu « Si j’avais su, je serais venu moi aussi ».
Le passé composé est analogue quant à sa formation et à sa valeur principale avec son correspondant français, sauf que l’auxiliaire est seulement a avea « avoir » : Am studiat prezentul și imperfectul « Nous avons étudié le présent et l’imparfait ». Dans le registre familier il apparaît avec une valeur de futur proche : Acuma chiar am plecat « Maintenant je m’en vais vraiment » littéralement « … je suis vraiment parti(e) ». Dans le même registre il peut aussi exprimer un futur antérieur : Până vine el, s-a zis cu tine « Jusqu’à ce qu’il vienne, c’en est fait de toi ». En vertu du manque de rigueur de la concordance des temps, il peut exprimer l’antériorité par rapport à un fait passé, au lieu du plus-que-parfait, dans le discours indirect : Le-a explicat de ce a venit (passé composé) / venise (plus-que-parfait) « Il/Elle leur a expliqué pourquoi il/elle était venu(e) ».
Le passé simple aussi est équivalent à celui du français, mais d’emploi encore plus limité, à certaines œuvres littéraires seulement : – Unde ai fost? întrebă el. – M-am plimbat în parc, răspunse ea « – Où est-tu allée ? – demanda-t-il. – Je me suis promenée dans le parc, répondit-elle ».
Le plus-que-parfait roumain est synthétique, ayant la valeur principale de son correspondant français. Le procès auquel il se rapporte peut être exprimé dans la même phrase [Terminasem de scris când ai venit tu « J’avais fini d’écrire quand tu es venu(e) »] ou dans le contexte antérieur à la phrase où il est utilisé, celle-ci pouvant être indépendante aussi : Spre seară terminasem de scris « Vers le soir j’avais fini d’écrire ». Il est moins utilisé qu’en français en discours indirect, étant souvent remplacé par le passé composé (voir plus haut).
Ces formes ont toutes une variante à la diathèse passive, formée de façon analogue avec le passif français, son auxiliaire étant a fi « être », ex. Data alegerilor a fost hotărâtă « La date des élections a été décidée ».

### À d’autres modes
Aux modes autres que l’indicatif, toutes les formes sont analytiques, constituées avec le seul auxiliaire a fi « être ».
Le conditionnel passé a pour auxiliaire le verbe a fi « être » au conditionnel présent, le verbe à sens lexical étant à la seule forme de participe roumain, correspondant au participe passé français. En roumain, le participe est invariable à cette forme, bien que conjugué avec cet auxiliaire. En phrase à subordonnée conditionnelle introduite par dacă « si », aussi bien le verbe régissant que le verbe de la subordonnée sont au conditionnel : Dacă aș fi asistat la ceartă, n-aș fi ținut partea nimănui « Si j’avais assisté à la dispute, je n’aurais pris parti pour personne ». En roumain aussi, le conditionnel passé peut avoir des emplois pragmatiques : Am auzit că ar fi absolvit facultatea « J’ai entendu dire qu’il/elle aurait fini ses études à la faculté », Aș fi vrut să vă spun că... « J’aurais voulu vous dire que… ».
Le subjonctif passé a l’auxiliaire a fi « être », ayant la même forme « fi » à toutes les personnes et suivi du participe invariable. Il est exigé par moins de verbes régissants qu’en français, mais il est plus souvent utilisé quand il a le même sujet que son verbe régissant : Nu-mi amintesc să fi spus așa « Je ne me rappelle pas avoir dit ça ». Il est parfois synonyme du conditionnel passé en subordonnée conditionnelle, exprimant la simultanéité (Să fi asistat la ceartă, i-aș fi despărțit « Si j’avais assisté à la dispute, je les aurais séparés ») ou la postériorité : Până să fi venit (subjonctif passé) / ar fi venit (conditionnel passé) un medic, l-aș fi îngrijit eu « Jusqu’à ce qu’un médecin soit venu, je l’aurais soigné moi-même ». Il peut aussi remplacer le conditionnel passé pour exprimer un reproche ou un regret : Să fi cumpărat (subj. passé) / De-ai fi cumpărat (cond. passé) niște fructe măcar! « Si tu avais acheté des fruits au moins ! »
Le présomptif passé. Certaines grammaires considèrent que le roumain a un mode que les grammaires françaises ne prennent pas en compte, le présomptif. Il a une forme spécifique au présent, mais au passé il est l’homonyme du futur antérieur. Il est formé de a fi à l’indicatif futur + le participe invariable. Il peut être d’emploi absolu (O fi știut el ceva « Il devait bien savoir quelque chose ») ou relatif, exprimant d’ordinaire l’antériorité (Nu-și amintea dacă o fi dormit sau nu « Il/Elle ne se rappelait pas s’il/elle avait dormi ou non »), éventuellement la simultanéité : L-a putut vedea când o fi trecut pe acolo « Il/Elle a pu le voir quand il/elle aurait passé par là ».
L’infinitif passé est formé avec l’infinitif présent de a fi et le participe invariable. Il est moins utilisé qu’en français, et surtout dans le registre soutenu, le roumain préférant un mode personnel à sa place : Faptul de a nu fi declarat adevărul l-a pus într-o lumină proastă « Le fait de ne pas avoir déclaré la vérité l’a mis dans une mauvaise lumière ». Par contre, il peut avoir son propre sujet, avec la préposition până « jusqu’à » ou la locution înainte de « avant de », pour exprimer une action passée postérieure : Înainte de a fi venit el, mă simțeam bine « Avant qu’il soit venu, je me sentais bien ».
Il y a des formes de passif à ces modes aussi, ex. să fi fost iubit / iubită / iubiți / iubite (subjonctif passé) « qu’il/elle ait été aimé(e) / qu’ils/elles aient été aimé(e)s ».

## En anglais
L’anglais aussi a plusieurs formes de passé, dont une seule est simple.
Le past simple, littéralement « passé simple », se construit à la forme affirmative, pour les verbes réguliers, avec le suffixe -ed ajouté au radical du verbe, et n’a aucune désinence. Comme temps absolu il exprime un procès terminé dans le passé, sans liaison avec le présent, le moment ou la période où il a lieu étant souvent précisé. Il peut correspondre à trois formes de passé du français : au passé composé (The shop opened last week. Then it closed again two days later « Le magasin a ouvert la semaine dernière, mais il a fermé deux jours plus tard ») ; au passé simple, dans des narrations littéraires (Once upon a time a Princess went into a wood and sat down by a stream « Une fois, une princesse alla dans une forêt et s’assit au bord d’un ruisseau ») ou à l’imparfait, pour exprimer une action répétée (The children always played in the garden « Les enfants jouaient toujours dans le jardin ») ou un état : I was younger then « J’étais plus jeune à l’époque ».
À l’imparfait itératif il correspond aussi en anglais une forme telle would, le past simple du verbe will « vouloir » + le present simple « présent simple » (The children would always play in the garden « Les enfants jouaient toujours dans le jardin ») ou une périphrase avec le verbe use « avoir l’habitude » au past simple + l’infinitif avec la particule to: We used to go to Austria « Nous allions en Autriche ».
La forme de past simple correspond à l’imparfait français également pour exprimer la condition dont dépend la réalisation d’une action hypothétique au présent (If you lived on the planet Mercury, you would have four birthdays in a single Earth year « Si tu vivais sur la planète Mercure, tu aurais quatre anniversaires par une année sur Terre »), et aussi en discours indirect pour exprimer un procès simultané avec le procès passé du verbe régissant : He said what time it was « Il a dit quelle heure il était ».
Le present perfect, litt. « présent parfait » est formé avec l’auxiliaire have « avoir » au present simple et le past participle « participe passé » du verbe à sens lexical. Il exprime des procès passés en contact avec le présent, étant souvent accompagné de certains compléments. Il correspond au passé composé : It has been windy today « Il a fait du vent aujourd’hui » (et la journée n’est pas finie), Gayle has acted in more than fifty films « Gayle a joué dans plus de cinquante films » (et elle joue encore à présent), I've always known about you and Diana « J’ai toujours su pour toi et Diana ».
Le past continuous litt. « passé continu » est formé avec l’auxiliaire be « être » au past simple et le active participle « participe actif ». Il correspond à l’imparfait, exprimant des actions duratives, comme temps absolu (The UFO was travelling east to west « L’OVNI allait de l’est vers l’ouest ») ou relatif : I was walking home when I saw the UFO « Je rentrais chez moi quand j’ai vu l’OVNI ».
Le present perfect continuous, litt. « présent parfait continu » est formé du present perfect de be et du active participle. Il exprime un procès en contact avec le présent, qui se déroule dans une certaine période de temps dont on sait qu’elle a commencé à un certain moment, ou combien de temps elle a duré, ce qui est souvent précisé par un complément. Il correspond au passé composé si l’action n’a plus lieu au moment de la parole : – You look hot. – Yes, I’ve been running « – Tu as l’air d’avoir chaud. – Oui, j’ai couru ». Si l’action a encore lieu au moment de la parole, il peut correspondre au présent, surtout quand la période est précisée à l’aide de la préposition for « depuis » ou le moment de son début avec la préposition/conjonction since « depuis, depuis que » : I’ve been waiting for three years « J’attends depuis trois ans », We’ve been living here since April « Nous vivons ici depuis avril ».
Le past perfect, litt. « passé parfait » est constitué du past simple de have et du past participle. Il correspond au plus-que-parfait, exprimant un procès antérieur à un moment du passé exprimé par un complément (She had met Max six months before « Elle avait rencontré Max six mois auparavant ») ou par un verbe à un temps passé : I knew I had forgotten something « Je savais que j’avais oublié quelque chose ».
Il est également utilisé comme le plus-que-parfait français en subordonnée conditionnelle introduite par la conjonction if « si » : If the company had failed, we would have lost our money « Si la compagnie avait fait faillite, nous aurions perdu notre argent ».
Le past perfect continuous, litt. « passé parfait continu », formé du past perfect de be et du past participle, correspond lui aussi au plus-que-parfait, en exprimant une action durative dans une période de temps déterminée antérieure à un moment du passé : Everything had been going so well up to then « Tout était allé si bien jusqu’alors », The volunteers brought in their collecting boxes at lunch time yesterday. They had been collecting money all morning « Les volontaires ont apporté leurs boîtes hier à l’heure du déjeuner. Ils avaient collecté de l’argent toute la matinée ».
L’anglais aussi a des formes de futur dans le passé. Il y en a deux qui correspondent à celui du français exprimé par la forme du conditionnel présent. L’une est formée avec l’auxiliaire would + le présent simple, l’autre avec le past simple de be + l’infinitif avec to: George Washington was the first President of a nation that would become / was to become the richest and most powerful on earth « George Washington fut le premier président d’une nation qui deviendrait la plus riche et la plus puissante sur Terre ».
Il y a d’autres formes qui correspondent au futur proche dans le passé français :
- avec le past continuous du verbe go « aller » + l’infinitif avec to : Mr Dudley was going to retire, but then he found another job « M. Dudley allait prendre sa retraite mais il a trouvé un autre emploi » ;
- avec le past simple de be + about + l’infinitif avec to : We had to hurry. The coach was about to leave « Nous devions nous dépêcher. Le car allait partir ».

Le conditionnel passé français en phrase simple et en proposition principale a pour correspondant une forme avec l’auxiliaire would + le past perfect : If the company had failed, we would have lost our money « Si la compagnie avait fait faillite, nous aurions perdu notre argent ».
Le passif est formé principalement de façon analogue avec le français, avec be a diverses formes temporelles et le participe passé du verbe à sens lexical : The drugs were found by the police. Cocaine has been seized by the FBI. The drugs had been loaded onto the ship in Ecuador « Les drogues ont été trouvées par la police. La cocaïne a été saisie par le FBI. Les drogues avaient été chargées sur le bateau en Équateur ».

## En BCMS
En BCMS (bosnien, croate, monténégrin et serbe), les aspects perfectif et imperfectif sont exprimés de façon systématique surtout par des affixes spécifiques. Il y a relativement peu de formes de passé, dont certaines, comme l’imparfait, le plus-que-parfait et le conditionnel passé sont devenues archaïques.
À l’indicatif on emploie couramment une forme appelée perfekt « parfait », composée du verbe auxiliaire biti « être » à l’indicatif présent et une forme appelée « adjectif verbal actif », correspondant au participe passé français. Celui-ci s’accorde en genre et en nombre avec le sujet. Cette forme temporelle correspond au passé composé si le verbe est perfectif, et à l’imparfait si le verbe est imperfectif : (cnr) Kad smo ušli u dvoranu, svi su śeđeli mirno i čekali početak predstave « Quand nous sommes entrés dans la salle, tous étaient assis tranquillement et attendaient que le spectacle commence ». Il correspond aussi au plus-que-parfait : (sr) Rekla mi je da je imala mnogo novca « Elle m’a dit qu’elle avait eu beaucoup d’argent ». L’auxiliaire est parfois omis a la troisième personne, pour exprimer l’actualité d’un événement passé : (sr) Jesi li čuo? Pukla cev na trećem spratu! « Tu as entendu ? Un tuyau a éclaté au troisième étage ! ».
Cette forme a aussi une autre valeur que de passé, celle d’impératif, pour exprimer un ordre ou une interdiction plus catégoriques qu’avec l’impératif proprement dit. Il est toujours employé avec la conjonction da « que » : (sr) Smesta da si došao! (sujet masculin) « Viens ici tout de suite ! », Da se nisi makao! « Ne bouge surtout pas ! ».
La forme appelée « aorist » est formée du thème de l’infinitif avec des désinences spécifiques. Seuls les verbes perfectifs, sauf quelques exceptions, peuvent avoir cette forme, puisqu’il correspond exactement au passé simple : (sr) – Dobar dan – reče nepoznati, skide šešir et predstavi se « – Bonjour, dit l’inconnu, il enleva son chapeau et se présenta ».
Il y a bien un conditionnel passé, mais il est désuet. La seule forme de conditionnel couramment employée est constituée de l’auxiliaire biti à l’aoriste et de l’adjectif verbal actif. Il a une valeur aussi bien de conditionnel présent que de conditionnel passé, en fonction du contexte : (sr) Ko bi pomislio da će nas tako prevariti! « Qui aurait pensé qu’il(s)/elle(s) nous tromperai(en)t de la sorte ! ».
Cette forme a aussi des emplois non spécifiques. L’une est d’exprimer une action répétée dans le passé : (bs) Otac bi me petkom vodio u džamiju « Les vendredis, mon père m’emmenait à la mosquée ». Une autre, comme temps relatif, sert au prédicat de certaines propositions circonstancielles de but : (sr) Da bi situacija bila jasnija, poslužićemo se crtežom « Pour que la situation soit plus claire, nous nous servirons d’un dessin ».
L’adjectif verbal actif a une valeur de passé et presque toujours un sens verbal. Son emploi presque exclusif est de porter le sens lexical dans les formes composées.
L’adjectif verbal passif aussi correspond au participe passé, étant marqué par le suffixe -n ou -t, en fonction de la classe de conjugaison, et il s’accorde en genre et en nombre. Il s’associe à biti à l’indicatif présent pour former la diathèse passive, tant avec la valeur de présent, qu’avec celle de passé. Cette dernière se distingue seulement par son emploi avec des verbes d’action et par le contexte : (sr) Škola je otvorena 1932. godine « L’école a été ouverte en 1932 ».
La forme appelée adverbe verbal passé correspond au gérondif passé français. Il est formé à partir du thème de l’adjectif verbal actif des verbes perfectifs seulement, avec le suffixe -vši : (sr) Zauzeli su prvo mesto na tabeli pobedivši sve protivnike « Ils ont occupé la première place au classement en ayant vaincu tous leurs adversaires ».

## En hongrois
En hongrois actuel standard il y a des formes de passé à trois modes, une à chacun.
Dans les grammaires on utilise le terme « indicatif passé », parce qu’il y a une seule forme de passé à ce mode, marquée par le suffixe -t-, avec la variante -tt-, auquel on ajoute des désinences qui se ressemblent, avec de petites différences, à tous les modes personnels. Les valeurs exprimées par les formes de passé d’autres langues ressortent plutôt du contexte. Les aspects et les modes d’action sont exprimés, bien que non systématiquement, par certains préfixes et suffixes. La phrase Esténként nézte a televiziót, par exemple, se traduit avec l’imparfait, le verbe n’ayant pas de préfixe (« Le soir il/elle regardait la télévision »), mais dans Ma este megnézte a híradót, le verbe est perfectif, grâce au préfixe meg-, par conséquent il correspond au passé composé : « Ce soir il/elle a regardé le journal ».
Le conditionnel passé est analytique. On emploie la forme d’indicatif passé du verbe à sens lexical, suivie en tant qu’auxiliaire invariable par la forme de conditionnel présent, 3e personne du singulier du verbe van « être ». En phrase à subordonnée conditionnelle introduite par ha « si », aussi bien le verbe régissant, que le verbe de la subordonnée sont au conditionnel : Ha gazdag lettem volna, házat vettem volna « Si j’avais été riche, j’aurais acheté une maison ». La même forme est utilisée comme temps relatif et avec la valeur de l’infinitif passé ou du subjonctif passé français, dans certaines propositions subordonnées, même si elle a le même sujet que le verbe régissant : Távozott anélkül, hogy elköszönt volna « Il/Elle est parti(e) sans avoir pris congé ».
Le participe passé a la même forme que le thème de l’indicatif passé, et il est invariable. Il n’a pas d’emploi verbal mais seulement adjectival : a múlt században épített templom « l’église construite au siècle dernier ».
Le passif est relativement rare en hongrois. Il y a une forme synthétique, avec le suffixe -at-/ -et-/ -tat-/ -tet- (Megadatott neki, hogy még egyszer lássa a tengert « Il lui a été donné de revoir une dernière fois la mer ») et une forme analytique, avec le verbe auxiliaire lesz « devenir » à l’indicatif passé + le gérondif du verbe à sens lexical qui, dans ce cas, a la valeur du participe passé français : A munka nem lett befejezve « Le travail n’a pas été terminé ».

## Le présent exprimant le passé
La forme de présent peut aussi exprimer des procès passés par rapport au moment de la parole, dans le registre courant ou soutenu, ce dernier dans certaines œuvres littéraires ou dans des ouvrages d’histoire. Dans les exemples ci-dessous elle est d’emploi absolu (présent historique) :
- (fr) Soudain tous les regards se tournent vers la porte [...] (Michel Butor)[34] ;
- (en) Last week I’m walking down this street... « La semaine dernière, je descends cette rue... »[35] ;
- (ro) Ștefan cel Mare devine domn în 1457 și moare în 1504 « Étienne le Grand devient prince régnant en 1457 et meurt en 1504 »[36] ;
- (cnr) Jutros uđem u pogrešan autobus i zakasnim u školu « Hier je prends le mauvais bus et je me mets en retard à l’école »[37].

En BCMS et en hongrois, le prédicat d’une proposition subordonnée est au présent pour exprimer la simultanéité avec son verbe régissant au passé:
- (sr) Pitao sam ga šta traži u mojoj sobi « Je lui ai demandé ce qu’il cherchait dans ma chambre »[38] ;
- (hu) Azt hittem, hogy alszik « Je croyais qu’il/elle dormait »[39]

En roumain aussi c’est fréquent, mais l’imparfait est également employé dans cette situation : N-am observat că vine (présent) / venea (imparfait) după mine « Je n’ai pas remarqué qu’il/elle me suivait ».

## Sources bibliographique
- (ro) Avram, Mioara, Gramatica pentru toți [« Grammaire pour tous »], Bucarest, Humanitas, 1997  (ISBN 973-28-0769-5)
- (ro) Bidu-Vrănceanu, Angela et al., Dicționar general de științe. Științe ale limbii [« Dictionnaire général des sciences. Sciences de la langue »], Bucarest, Editura științifică, 1997  (ISBN 973-440229-3) (consulté le 1er mai 2019)
- (en) Bussmann, Hadumod (dir.), Dictionary of Language and Linguistics [« Dictionnaire de la langue et de la linguistique »], Londres – New York, Routledge, 1998  (ISBN 0-203-98005-0) (consulté le 1er mai 2019)
- (cnr) Čirgić, Adnan ; Pranjković, Ivo ; Silić, Josip, Gramatika crnogorskoga jezika [« Grammaire du monténégrin »], Podgorica, Ministère de l’Enseignement et des Sciences du Monténégro, 2010  (ISBN 978-9940-9052-6-2) (consulté le 1er mai 2019)
- (ro) Constantinescu-Dobridor, Gheorghe, Dicționar de termeni lingvistici [« Dictionnaire de termes linguistiques »], Bucarest, Teora, 1998 ; en ligne : Dexonline (DTL) (consulté le 1er mai 2019)
- (en) Crystal, David, A Dictionary of Linguistics and Phonetics [« Dictionnaire de linguistique et de phonétique »], 4e édition, Blackwell Publishing, 2008  (ISBN 978-1-4051-5296-9) (consulté le 9 avril 2023)
- Delatour, Yvonne et al., Nouvelle grammaire du français, Paris, Hachette, 2004  (ISBN 2-01-155271-0) (consulté le 1er mai 2019)
- Dubois, Jean et al., Dictionnaire de linguistique, Paris, Larousse-Bordas/VUEF, 2002 (consulté le 9 avril 2023)
- (en) Eastwood, John, Oxford Guide to English Grammar [« Guide Oxford de la grammaire anglaise »], Oxford, Oxford University Press, 1994  (ISBN 0-19-431351-4) (consulté le 9 avril 2023)
- Grevisse, Maurice et Goosse, André, Le Bon Usage. Grammaire française, Bruxelles, De Boeck Université, 2007, 14e édition,  (ISBN 978-2-8011-1404-9) (consulté le 9 avril 2023)
- (bs) Jahić, Dževad ; Halilović, Senahid ; Palić, Ismail, Gramatika bosanskoga jezika [« Grammaire de la langue bosniaque »], Zenica, Dom štampe, 2000 (consulté le 1er mai 2019)
- (sr) Klajn, Ivan, Gramatika srpskog jezika [« Grammaire de la langue serbe »], Belgrade, Zavod za udžbenike i nastavna sredstva, 2005  (ISBN 86-17-13188-8) (consulté le 9 avril 2023)
- (en) Rounds, Carol, Hungarian: an Essential Grammar [« Grammaire fondamentale du hongrois »], Londres / New York, Routledge, 2001  (ISBN 0-203-46519-9) (consulté le 9 avril 2023)
- Szende, Thomas et Kassai, Georges, Grammaire fondamentale du hongrois, Paris, Langues et mondes – l’Asiathèque, 2007  (ISBN 978-2-91-525555-3) (consulté le 1er mai 2019)